# 광주시민방송
(사)광주시민방송은 대한민국의 공동체라디오 광주FM을 운영하는 비영리법인으로 광주광역시 북구를 중심으로 라디오 방송을 송출하고 있다.

## 방송 시간
- 매일 오전 8시 ~ 밤 12시